# General Tinio
General Tinio là một đô thị hạng 2 ở tỉnh Nueva Ecija, Philippines. Theo điều tra dân số năm 2007, đô thị này có dân số 38.640 người trong 6.878 hộ.

## Barangay
General Tinio được chia thành 13 barangay:
- Bago (Barangay 6)
- Concepcion (Barangay 2)
- Nazareth (Barangay 5)
- Padolina (Barangay 1)
- Palale (reclaimed from Palayan City)
- Pias (Barangay 3)
- Poblacion Central (Barangay 8)
- Poblacion East (Barangay 7)
- Poblacion West (Barangay 10)
- Pulong Matong (Barangay 12)
- Rio Chico (Barangay 4)
- Sampaguita (Barangay 11)
- San Pedro (Barangay 9)